# U 100 (1940)

El U 100 o Unterseeboot 100 fue un submarino alemán del Tipo VIIB usado en la Segunda Guerra Mundial. 

## Construcción
Su quilla fue puesta sobre las gradas de los astilleros Krupp Germaniawerft, de Kiel el 22 de mayo de 1939, desde donde fue botado al agua el 10 de abril de 1940. Se entregó a la Kriegsmarine el 30 de mayo de 1940.

## Historial de servicio
A pesar de su corta existencia, fue uno de los más efectivos y mortales de los submarinos alemanes que sirvieron en la Segunda Guerra Mundial.
En sus seis patrullas de combate, consiguió hundir un total de 25 buques con un registro bruto total de 135 610 toneladas, y dañó otros 5 navíos con un registro bruto de 19 434 toneladas; uno de ellos, de 2205 toneladas, quedó inutilizado.

### Primera patrulla
Tras su entrega, y con una tripulación de 53 hombres, bajo el mando del Kapitänleutnant Joachim Schepke en su primera patrulla activa contra los Aliados, el U 100 entró en contacto con dos convoyes aliados, OA-198 y OA-204, a los que atacó y obtuvo los siguientes resultados:
| Fecha                | Buque              | Nacionalidad | Tonelaje | Convoy | Destino |
| -------------------- | ------------------ | ------------ | -------- | ------ | ------- |
| 10 de agosto de 1940 | SS Empire Merchant | británico    | 4864 t   | OA-198 | hundido |
| 10 de agosto de 1940 | SS Jamaica Pioneer | británico    | 5471 t   | OA-198 | hundido |
| 29 de agosto de 1940 | Alida Gorthon      | sueco        | 2373 t   | OA-204 | hundido |
| 29 de agosto de 1940 | Astra II           | británico    | 2393 t   | OA-204 | hundido |
| 29 de agosto de 1940 | Dalblair           | británico    | 4608 t   | OA-204 | hundido |
| 29 de agosto de 1940 | Hartismere         | británico    | 5498 t   | OA-204 | dañado  |
| 29 de agosto de 1940 | Empire Moose       | británico    | 6103 t   | OA-204 | hundido |

### Segunda patrulla
El 11 de septiembre de 1940, el U 100 abandonó su base para efectuar su segunda patrulla de guerra contra el tráfico mercante aliado, en la que interceptó el convoy HX-72 y obtuvo los siguientes resultados:
| Fecha                    | Buque             | Nacionalidad | Tonelaje | Convoy | Destino |
| ------------------------ | ----------------- | ------------ | -------- | ------ | ------- |
| 21 de septiembre de 1940 | Dalcairn          | británico    | 608 t    | --     | hundido |
| 21 de septiembre de 1940 | Canonesa          | británico    | 8286 t   | --     | hundido |
| 21 de septiembre de 1940 | Torinia           | británico    | 10.364 t | --     | hundido |
| 22 de septiembre de 1940 | Scholar           | británico    | 3940 t   | HX-72  | hundido |
| 22 de septiembre de 1940 | Simla             | noruego      | 6031 t   | HX-72  | hundido |
| 22 de septiembre de 1940 | Empire Airman     | británico    | 6586 t   | HX-72  | hundido |
| 22 de septiembre de 1940 | Frederick S Fales | británico    | 10 525 t | HX-72  | hundido |

### Tercera patrulla
Tras ser reabastecido, el U 100 partió para su tercera patrulla de combate el 12 de octubre de 1940. Durante los 11 días de patrulla, el U 100 entró en contacto con dos convoyes aliados, HX-79 y SC-7, contra los que obtuvo los siguientes resultados:
| Fecha                 | Buque       | Nacionalidad | Tonelaje | Convoy | Destino |
| --------------------- | ----------- | ------------ | -------- | ------ | ------- |
| 18 de octubre de 1940 | Boekelo     | holandés     | 2118 t   | SC-7   | dañado  |
| 18 de octubre de 1940 | Shekatika   | británico    | 5458 t   | SC-7   | dañado  |
| 19 de octubre de 1940 | Blairspey   | británico    | 4155 t   | SC-7   | dañado  |
| 20 de octubre de 1940 | Loch Lomond | británico    | 5452 t   | HX-79  | hundido |
| 20 de octubre de 1940 | Sitala      | británico    | 6218 t   | HX-79  | hundido |
| 20 de octubre de 1940 | Caprella    | británico    | 8230 t   | HX-79  | hundido |

### Cuarta patrulla
El 7 de noviembre de 1940, el U 100 zarpó de su base para realizar su cuarta patrulla de combate. El 22 de noviembre, el U 100 entró en contacto con el convoy SC-11 y comenzó a dispararles, con el siguiente resultado:
| Fecha                   | Buque       | Nacionalidad | Tonelaje | Convoy | Destino           |
| ----------------------- | ----------- | ------------ | -------- | ------ | ----------------- |
| 23 de noviembre de 1940 | Bruse       | noruego      | 2205 t   | SC-11  | fatalmente dañado |
| 23 de noviembre de 1940 | Salonica    | noruego      | 2690 t   | SC-11  | hundido           |
| 23 de noviembre de 1940 | Leise Mærsk | británico    | 3136 t   | SC-11  | hundido           |
| 23 de noviembre de 1940 | Ootmarsum   | británico    | 3628 t   | SC-11  | Hundido           |
| 23 de noviembre de 1940 | Bussum      | británico    | 3636 t   | SC-11  | hundido           |
| 23 de noviembre de 1940 | Justitia    | británico    | 4562 t   | SC-11  | hundido           |
| 23 de noviembre de 1940 | Bradfyne    | británico    | 4740 t   | SC-11  | hundido           |

### Quinta patrulla
El 2 de diciembre de 1940, el U 100 volvió a partir de su puerto base de Kiel para realizar su quinta patrulla activa, en la que hundió dos buques del convoy OB-256, y posteriormente un buque que navegaba en solitario:
| Fecha                   | Buque       | Nacionalidad | Tonelaje | Convoy | Destino |
| ----------------------- | ----------- | ------------ | -------- | ------ | ------- |
| 14 de diciembre de 1940 | Euphorbia   | británico    | 3380 t   | OB-256 | hundido |
| 14 de diciembre de 1940 | Kyleglen    | británico    | 3670 t   | OB-256 | hundido |
| 18 de diciembre de 1940 | Napier Star | británico    | 10 116 t | --     | hundido |

### Sexta y última patrulla
El 9 de marzo de 1941, el U 100 volvió a zarpar de Kiel en la que sería su sexta y última patrulla de combate. El 17 de marzo de 1941, el U 100 fue embestido por el HMS Vanoc, tras lo cual se hundió. Únicamente 6 de sus 53 tripulantes sobrevivieron y permanecieron como prisioneros de guerra en Gran Bretaña hasta el final del conflicto.